# Moehau
Der Moehau (auch bekannt als Maeroero) war ein der Legende nach in den Coromandel-Bergen auf der neuseeländischen Nordinsel verborgen lebender Hominid. Er könnte eine Entsprechung für den Maero sein, einen anderen neuseeländischen Kryptid. Beide sollen einigen Quellen nach lange, spitze Finger besitzen. Manche Maori nehmen an, dass das Wesen ein Abkömmling des Maero sei. Anderen Erklärung nach soll es sich um einen übertriebenen Bericht über einen entkommenen Gorilla handeln.
1970 erklärte der Landrat (county councillor) J. Reddy dem Forscher Robyn Gosset, der haarige Moehau sei ein zum Selbstläufer gewordener Witz gewesen. Ebenfalls 1970 erzählte ein gewisser Bob Grey dem Forscher Gosset, der Begriff des „Moehau-Ungeheuers“ hätte mit einem amerikanischen Schleppdampfer zu tun, der zum Holztransport benutzt wurde. In dem Buch New Zealand Mysteries von Nicola McCloy verwirft die Autorin beide Theorien und zitiert mehrere angebliche Moehau-Sichtungen im frühen 19. Jahrhundert.